# Alina Tałaj
Alina Tałaj (biał. Аліна Талай; ur. 14 maja 1989 w Orszy) – białoruska lekkoatletka specjalizująca się w biegach płotkarskich.
Tuż za podium, na czwartym miejscu, uplasowała się podczas mistrzostw świata juniorów w Bydgoszczy w roku 2008. W kolejnym sezonie zdobyła brązowy krążek mistrzostw Europy młodzieżowców. Bez powodzenia startowała w halowych mistrzostwach Europy w Turynie (2009), halowych mistrzostwach świata w Dosze (2010) oraz mistrzostwach Europy w Barcelonie (2010). Piąta płotkarka halowych mistrzostw Europy oraz młodzieżowa mistrzyni Europy z 2011 roku. W marcu 2012 zdobyła brąz halowych mistrzostw świata. Srebrna medalistka halowych mistrzostw Europy z roku 2013 oraz brązowa medalistka mistrzostw świata z 2015. W 2016 zajęła 6. miejsce na halowych mistrzostwach świata w Portland. Cztery miesiące później na kolejnych mistrzostwach Starego Kontynentu w Amsterdamie Białorusinka ponownie została wicemistrzynią, natomiast w 2017 zdobyła srebro halowych mistrzostw Europy. Kilka miesięcy później w Londynie podczas światowego czempionatu zawodniczka uplasowała się na szóstym miejscu.
Medalistka mistrzostw Białorusi oraz reprezentantka kraju w drużynowych mistrzostwach Europy.
Rekordy życiowe: bieg na 60 metrów przez płotki – 7,85 (6 marca 2015, Praga), rekord Białorusi; bieg na 100 metrów przez płotki – 12,41 (31 maja 2018, St. Pölten) rekord Białorusi.